# Komisija po Zakonu o preprečevanju korupcije Državnega zbora Republike Slovenije
Komisija po Zakonu o preprečevanju korupcije je komisija Državnega zbora Republike Slovenije.
»Komisija opravlja neposredni nadzor nad izvajanjem nalog komisije za preprečevanje korupcije, povezanih z nezdružljivostjo, omejitvami pri darilih in poslovanju ter nadzorom nad premoženjskim stanjem funkcionarjev. Komisija Državnega zbora Republike Slovenije po zakonu o preprečevanju korupcije sprejme svoj poslovnik, med njene naloge pa sodijo med drugim tudi: obravnava poročil komisije za preprečevanje korupcije, nadzor premoženjskega stanja predsednika, namestnika predsednika in članov komisije za preprečevanje korupcije ter druge naloge v skladu z zakonom in svojim poslovnikom. V zvezi z nadzorom premoženjskega stanja funkcionarjev komisija daje soglasje k obrazcu za nadzor premoženjskega stanja funkcionarjev.«

## Sestava
4. državni zbor Republike Slovenije
- izvoljena: ?
- predsednik: Barbara Žgajner Tavš
- člani: Aleš Gulič, Drago Koren, Dimitrij Kovačič, Dušan Kumer, Miro Petek, Davorin Terčon